# HD 15633
HD 15633，又名BD-00 378，SAO 110583、HR 732，是一颗恒星，视星等为6，位于銀經168.08，銀緯-53.68，其B1900.0坐标为赤經2h 25m 38.1s，赤緯-0° -53.68′ 14″。